# Luciana Aigner-Foresti
Luciana Aigner-Foresti (o Aigner Foresti) (Roma, 30 luglio 1936) è un'archeologa ed etruscologa italiana, membro dell’Accademia austriaca delle scienze a Vienna, dell'Istituto Lombardo Accademia di Scienze e Lettere a Milano e della Sezione tedesca dell’Istituto Nazionale di Studi Etruschi ed Italici di Firenze.

## Biografia
Luciana Aigner-Foresti dal 1965 ha studiato storia antica, studi classici, archeologia classica, archeologia classica, studi orientali e linguistica comparata all'Università di Graz e si è laureata con Franz Hampl nel 1972. Nel 1976 si è diplomata in etruscologia e studi classici italiani con Massimo Pallottino all'Università per Stranieri di Perugia. Dal 1973 al 1994 ha lavorato a tempo parziale come assistente a contratto presso l'Althistorisches Institut dell'Università di Graz. Nel 1987 ha conseguito l'abilitazione all'etruscologia e agli studi classici italiani presso l'Istituto di storia antica, studi classici ed epigrafia dell'Università di Vienna. Nel 1988 Aigner-Foresti è stata visiting professor presso l'Istituto di Storia Antica dell'Università Cattolica del Sacro Cuore di Milano. Dal 1994 al 2001 ha insegnato come professore universitario di etruscologia e studi classici italiani presso l'Istituto di storia antica, studi classici ed epigrafia dell'Università di Vienna.
È membro di numerose istituzioni, ad esempio è stata eletta membro corrispondente dell'Istituto Nazionale di Studi Etruschi ed Italici di Firenze nel 1989, e dal 1997 ne dirige la sezione austriaca con sede a Vienna. Nel 1991 è diventata membro effettivo dell'Accademia Properziana del Subasio con sede ad Assisi, nel 1998 membro straniero dell'Istituto Lombardo Accademia di Scienze e Lettere  con sede a Milano. Dal 1996 è membro dell'Advisory Board dell'Istituto per la storia culturale dell'antichità presso l'Accademia austriaca delle scienze (ÖAW), di cui è diventata membro corrispondente nel 1998. È anche membro del Consiglio di fondazione dell'ÖAW per l'Istituto Storico presso il Forum Austriaco di Cultura in Roma. Nel 2005 le è stato conferito il premio Wilhelm Hartel.

## Opere principali
- Tesi, ipotesi e considerazioni sull'origine degli Etruschi ("Inaugural dissertation zur Erlangung des Doktorgrades an der Philosophiscen Fakultat der Universitat Graz"), Graz, Università di Graz, 1972 (in tedesco);
- De ostalpenraum und italien: ihre kulturellen beziehungen im spiegel der anthropomorphen Kleinplastik aus bronze des 7 Jhs V Chr, Firenze: Olschki, 1980 (in tedesco);
- Zeugnisse Etruskischer Kultur im Nordwesten Italiens und in Sudfranreich: zur Geschichte der Ausbreitung Etruskischer Einflusse und der Etruskisch-Griechischen Auseinandersetzung, Vienna, Accademia austriaca delle scienze, 1988 (in tedesco);
- Etrusker nördlich von Etrurien. Etruskische Präsenz in Norditalien und nördlich der Alpen sowie ihre Einflüsse auf die einheimischen Kulturen. Akten des Symposions von Wien - Schloß Neuwaldegg, 2.–5. Oktober 1989, Reihe: Sitzungsberichte der philosophisch-historischen Klasse, VÖAW, Vienna 1992, ISBN 3-7001-1958-5. (in tedesco);
- Gli italici prima di Roma (con la collaborazione di Vilma Cerutti), Milano: Jaca book, 1992;
- Le religioni dell'età classica, Milano: Jaca book, 1993;
- Antichità classica, Milano: Jaca book, 1994;
- Die Etrusker und das frühe Rom, Wissenschaftliche Buchgesellschaft, Darmstadt 2003, ISBN 3-534-15495-9 (in tedesco);
- (con Peter Siewert) Entstehung von Staat und Stadt bei den Etruskern. Probleme und Möglichkeiten der Erforschung früher Gemeinschaften in Etrurien im Vergleich zu anderen mittelmeerischen Kulturen. Vienna, Accademia austriaca delle scienze, 2006, ISBN 3-7001-3509-2 (in tedesco).